# Adalbert al Prusiei
Prințul Adalbert al Prusiei (Heinrich Wilhelm Adalbert; 29 octombrie 1811 – 6 iunie 1873) a fost fiul Prințului Wilhelm al Prusiei și a Mariei Anna de Hesse-Homburg. A fost amiral și teoretician naval.

## Biografie
Adalbert a fost fiul cel mare al Prințului Wilhelm, care era fratele mai mic al regelui Frederic Wilhelm al III-lea.
A intrat în armata prusacă și a servit la artilerie. Mai multe călătorii l-au dus între 1826 și 1842 în Țările de Jos, Marea Britanie, Rusia, Turcia, Grecia și Brazilia. El și-a dat seama în timpul călătoriilor sale de importanța puterii navale pentru o națiune comercială și cu o industrie modernă. A studiat cu atenție teoria de război naval și între 1835-1836 a scris un prim plan de construcție a unei flote prusace. Prusia la acea vreme era o putere axată pe Europa continentală, care practic nu poseda o marină proprie; mai degrabă, ea s-a bazat pe puterile aliate din Marea Britanie, Olanda și Danemarca. În timpul primului război Schleswig din 1848-1851 eșecul acestei strategii a devenit evident: Marea Britanie și Țările de Jos au rămas neutre și Danemarca a devenit inamic. În termen de câteva zile marina daneză a distrus comerțul maritim german în Marea Nordului și Marea Baltică.
În timpul Revoluțiilor de la 1848, Adunarea Națională germană a votat în unanimitate pentru stabilirea unei flote imperiale germane și l-a numit pe Prințul Adalbert să conducă comisia tehnică maritimă. În 1849 vărul său, regele Frederic Wilhelm al IV-lea, i-a ordonat lui Adalbert să demisioneze din marina imperială. Adalbert a continuat să acorde un sprijin activ la construirea unei flote.
În 1852 Adalbert a susținut că Prusia avea nevoie să-și construiască o bază navală în Marea Nordului. El a aranjat Tratatul de la Jade din 20 iulie 1853, în care Prusia și Marele Ducat de Oldenburg s-au retras în comun dintr-o regiune de pe malul de vest al golfului Jade, unde din 1854 încoace Prusia și-a stabilit cetatea, baza navală și orașul Wilhelmshaven.
La 30 martie 1854 Adalbert a fost numit amiral al costei prusace și comandantul-șef al marinei. În vara anului 1856, în timp ce era pe o croazieră de formare de nave de război prusace, a fost împușcat de pirați pe coasta Marocului și a fost rănit. În timpul celui de-al doilea război Schleswig din 1864 (de asemenea, cunoscut sub numele de "războiul danezo-prusac") a comandat Escadrila Baltică, fără a fi în măsură să joace un rol activ în război.
După războiul franco-prusac din 1870-1871, care a condus la crearea Imperiului German, Adalbert s-a retras de la acum nou numita marină imperială. A murit doi ani mai târziu la Karlsbad răpus de o boală hepatică.
Adalbert a fost căsătorit cu dansatoarea Therese Elssler (Frau von Barnim); singurul lor fiu, Adalbert von Barnim (n. 1841), a murit în 1860 în timpul unei expediții pe Nil.

## Arbore genealogic
1. ↑  IdRef, accesat în 23 mai 2020